# Félix Marrero
Félix Marrero Morán (Las Palmas de Gran Canaria, España, 26 de febrero de 1955) es un exfutbolista español que se desempeñaba como centrocampista defensivo.

## Trayectoria
Félix se formó en el club Unión Grupo, del barrio capitalino de Schamann, y a los 16 años pasó al juvenil de la UD Las Palmas, con quien se proclamó campeón de la Copa del Rey de Juveniles de 1972. Con 17 años se incorporó a entrenar con el primer equipo, con el que estuvo catorce temporadas, desde 1974 a 1988, con un total de 299 partidos oficiales en Primera, Segunda, Copa, Copa de la Liga y Copa de la UEFA.
Con los amarillos conquistó el subcampeonato de Copa en 1978 y tuvo el honor de anotar el gol número mil de la historia de la Unión Deportiva.